# رولان پونیون
رولان پونیون (فرانسوی: Ronald Pognon‎؛ زادهٔ ۱۶ نوامبر ۱۹۸۲) دونده اهل فرانسه است.